# Jurij Vitalijovics Lucenko
Jurij Vitalijovics Lucenko (ukránul: Юрій Віталійович Луценко; Rivne, 1964. december 14.) ukrán politikus, 2005 februárjától Ukrajna belügyminisztere. Posztját Jurij Jehanurov, Viktor Janukovics, majd Julija Timosenko 2007-ben hivatalba lépett második kormányában is megőrizte. 2016. május 12-től 2019 augusztusáig Ukrajna főügyésze volt.

## Élete
Apja, Vitalij Ivanovics Lucenko (1937–1999) pártkarriert futott be. Az SZKP Rivnei Területi Pártbizottságának titkára, majd parlamenti képviselő és az Ukrán Kommunista Párt (KPU) Központi BIzottságának (CK) titkára volt. Anyja Vira Mihajlivna Lucenko (sz. 1936), állatorvosként dolgozott. Felesége Irina Sztepanyivna Lucenko (sz. 1966). Két gyermekük született, Olekszandr (sz. 1989) és Vitalij (sz. 1999).

## Külső hivatkozások
- Életrajza pártja, a Népi Önvédelem (Narodna Szamooborona) honlapján (ukránul)